# Gefleckter Python
Der Gefleckte Python oder Children-Python (Antaresia childreni) ist eine Schlangenart aus der Familie der Pythons (Pythonidae). Das Artepitheton childreni wurde zu Ehren des britischen Zoologen, Chemikers und Mineralogen John George Children vergeben.

## Merkmale
Der gefleckte Python ist eine relativ kleine Pythonart mit einer Körperlänge von durchschnittlich etwa 75 cm und einer Maximallänge von 112 cm. Die Körperfärbung ist regional sehr unterschiedlich meist grau- bis rötlichbraun mit helleren Flanken und dunkelbraunen, reihenartig angeordneten Querbändern und Flecken. Der Kopf setzt sich nur mäßig vom Hals ab und ist auf der Oberseite meist einfarbig braun. Ein dunkelbraunes Schläfenband zieht sich vom Mundwinkel über das Auge bis zur Nasenöffnung. Allgemein sind die Jungtiere dunkler mit deutlicherer Zeichnung, bei älteren Tieren verblasst die Färbung. Im nördlichen Bereich des Verbreitungsgebiets finden sich auch einfarbig dunkelbraune Individuen.
Von den 10 bis 14 Infralabialschilden weisen der siebte bis zehnte Sinnesgruben auf, die 10 bis 12 Supralabialschilde sind ohne Gruben. Der Rumpf weist 35 bis 44 schräge Schuppenreihen, 240 bis 295 Bauch- und 37 bis 40 Schwanzschilde, sowie einen ungeteilten Analschild auf.

## Verbreitung und Lebensraum
Die Art kommt in Nordaustralien vom Nordosten Westaustraliens bis zum Nordwesten Queenslands sowie auf einigen küstennahen Inseln vor. Sie besiedelt vielfältige Habitate, von den küstennahen Regenwäldern bis zu Inlandwüsten und kommt auch in direkter Nachbarschaft von menschlichen Siedlungen vor. 

## Lebensweise und Fortpflanzung
Der gefleckte Python ist vorwiegend bodenbewohnend und nachtaktiv. Das Beutespektrum umfasst Echsen, Frösche, Vögel und Kleinsäuger. Die Paarung findet in den kühlen Monaten Mai bis August statt, die Männchen führen ritualisierte Kämpfe um die Weibchen aus. Die 7 bis 15 Eier werden im September oder Oktober gelegt und vom Weibchen umschlungen. Nach der Befruchtung halten die trächtigen Weibchen durch Aufsuchen warmer Stellen eine höhere und stabilere Körpertemperatur. Nach der Eiablage wird das Gelege vom Weibchen umschlungen, was wahrscheinlich nicht zu einer weiteren Erwärmung führt, aber einen verringerten Wasserverlust zur Folge hat. Die etwa 25 cm langen Jungtiere schlüpfen im Dezember.